# 小花对叶兰
小花对叶兰（学名：Neottia taizanensis）也称大山双叶兰，为兰科鸟巢兰属下的一个种。